# Vingandmat
Vingandmat (Lemna aequinoctialis) är en kallaväxtart som beskrevs av Friedrich Welwitsch. Vingandmat ingår i släktet andmatssläktet, och familjen kallaväxter. Inga underarter finns listade.